# Fons de coneixement
El fons de coneixement (en anglès Funds of knowledge) és el concepte que engloba el coneixement i els hàbits que ha assolit una persona mitjançant relacions culturals, familiars i històriques durant la seva vida. També són aquells coneixements basats en la cultura de les famílies i en la seva pròpia experiència. Així doncs, el coneixement és tota aquella informació de diferents dades i conceptes que emmagatzemem a partir de les experiències viscudes i de l'aprenentatge. És l'acumulació de totes aquelles idees que recollim a través de l'observació.
Es basen en la idea que les persones són competents i que les seves experiències de vida són les que els donen els coneixements. Aquestes experiències permeten documentar les competències i coneixements per tal de possibilitar actuacions pedagògiques positives. És a dir, es fonamenta en el reconeixement de les experiències d'un individu dins l'entorn familiar o de la societat per produir coneixements útils i transferibles. Els mestres que els utilitzen, s'impliquen més que no pas els que busquen alternatives per als seus estudiants. Per tant, això permet saber què és el que poden millorar els estudiants respecte al seu compromís i procés d'aprenentatge.
Moll i Greenberg defineixen els fons de coneixement com les pràctiques culturals essencials i els cossos de coneixement i informació que les famílies han d'utilitzar per sobreviure, créixer i tirar endavant. A més, González afegeix que els fons de coneixement impliquen l'experiència de primera mà per proporcionar una manera de representar els recursos existents, les competències i el coneixements.
Aquests fons inclouen una visió positiva de les llars que tenen amplis recursos socials i culturals que s'utilitzen per l'orientació dins l'aula. Moll va presentar les llars com una unitat primària d'anàlisi i investigació, proposant el desenvolupament de relacions sòlides entre mestres i famílies amb l'ús de mètodes etnogràfics.
Per fons de coneixement entenem: “Cuerpos de conocimiento culturalmente desarrollados e históricamente acumulados, así como las habilidades esenciales para el funcionamiento y bienestar familiar o individual”.
Els professors Luis C. Moll, Cathy Amanti, Deborah J. Neff i Norma Gonzàlez utilitzen el terme "fons de coneixement" per a referir-se a aquests coneixements i habilitats acumulats i desenvolupats culturalment per al funcionament i el benestar de la llar o la persona.

## Introducció
El programa educatiu Fons de Coneixement (FoK) neix al voltant de la University of Arizona, situada en Tucson, una ciutat estatunidenca pròxima a la frontera amb Mèxic amb 41.59% de població d'origen hispà i de classe social baixa. Es tracta d'una ciutat històricament sensible a la diversitat antropològica, tret que explica el sorgiment del programa educatiu que pretén enfortir les relacions família i escola, i millorar el rendiment acadèmic dels alumnes de grups minoritzats.
Des del principi del programa molts educadors i investigadors es van esforçar en canviar l'escolaritat a partir de la oportunitat d'aprendre i integrar-se en l'àmbit acadèmic dels estudiants, les seves experiències, coneixements i pràctiques culturals.
Els FoK sorgeixen com un enfocament innovador per a fer front a la realitat d'un gran nombre de països que l'imaginari social de la immigració i les minories recau en la creença del dèficit o la manca cultural. El model del dèficit cultural posa èmfasi en què els estudiants procedents de minories ètniques i culturals tenen manques, dificultats i altres impediments que els impossibiliten rendir satisfactòriament a les escoles. D'aquesta manera, es justifiquen els pèssims resultats acadèmics a causa de les deficients i pobres capacitats de les famílies i cultures d'origen que dificulten el suport al treball escolar.
Es busca lluitar contra el dèficit en l'educació amb el que es culpa, de l'origen dels mals resultats i el fracàs escolar, a la falta de coneixement intel·lectual, econòmica o social que tenen els joves i les seves famílies. Des d'aquest fons, s'accepta que hi ha joves de diferents cultures, religions, països, etc. amb talent i interessos que serveixen per expressar-se i definir-se, la qual cosa ajuda la seva incorporació a l'escola.
L'autor Carlos Vélez-Ibáñez va desenvolupar una anàlisi de grau de xarxes d'intercanvi i de confiança, destacant aquesta com a mediadora més important en les relacions socials. Va afirmar que la confiança era una intersecció cultural primordial per a poblacions d'origen mexicà.
Durant els últims anys, s'ha documentat una millora en les relacions entre la família i l'escola basades en què els autors anomenen confiança mútua (mutual trust). En el mètode tradicional el contacte entre tots dos s'origina a partir de tutories en què un docent informa a la família sobre el rendiment del seu fill o filla; en canvi, el que es proposa en el programa fons de coneixement és que el docent visiti les llars de les famílies per documentar els coneixements, pràctiques i habilitats que tenen aquestes.
És important destacar que en l'enfocament dels fons de coneixement dins l'educació, la cultura es caracteritza per les pràctiques domèstiques (allò que fan les famílies i com es pensa) que es transformen en circumstàncies sociohistòriques, és a dir, se centra en les estratègies i les adaptacions que les famílies han desenvolupat al llarg del temps i les experiències viscudes dels estudiants dins la societat.
En els nous avanços sobre l'enfocament, els alumnes aprenen de forma cooperativa a partir d'activitats perquè estan motivats a fer-ho, ja que els coneixements que s'adquireixen formen part dels seus interessos, necessitats, curiositats i plaers. Els interessos dels nois i noies sorgeixen de les seves experiències quotidianes així com de les interaccions amb els seus amics.

### Qui és fons de coneixement?
Tots els membres que formen part de l'educació: els estudiants, els docents i companys de feina i les famílies dels estudiants són fons de coneixement.
Les famílies són contextos de vida i escenaris d'ensenyament i aprenentatge al igual que el context escolar, de manera que es tracta de conèixer les seves fortaleses per poder-les fer visibles i utilitzar-les de manera pedagògica. Al llarg de les visites es formen llaços de col·laboració, cooperació i reconeixement i això és el que anomenen confiança mútua. També s'han creat unitats didàctiques a partir dels fons de coneixement detectats que promouen els aprenentatges significatius (adaptar les experiències i coneixements previs amb les informacions noves).
Es interessant identificar la cultura particular de les famílies fugint de generalitzacions per buscar en les seves pràctiques quotidianes, les seves històries de vida i l'establiment de relacions que mantenen amb la comunitat de referència. Aquestes xarxes socials són cossos de coneixement d'importància estratègica per a les llars i per al benestar familiar.
Les pràctiques familiars són fons de coneixement fonamentals per a construir a les aules millors processos de desenvolupament en els alumnes. D'aquesta manera, amb la incorporació d'aquests fons, es pretén reformular la pràctica educativa i així millorar l'ensenyament escolar de tots els alumnes, especialment dels més vulnerables.

### Com podem fer servir els fons de coneixement dins l'aula i les llars?
Els professors han de ser qui fomentin, elaborin i portin a terme aquests coneixements a les aules. És important que ells mateixos realitzin les entrevistes per a la recollida d'informació, d'aquesta manera acudeixen a les llars i estableixen unes interaccions diferents a les relacionades amb la norma per la institució escolar i a les establertes al protocol.
La manera d'utilitzar-los és a partir de la construcció de connexions entre estudiants i famílies. D'aquesta manera els infants aconsegueixen un desenvolupament favorable i els professors poden crear les bases necessàries per experiències positives cap als seus alumnes.
Els professors i professores Luis C. Moll, Cathy Amanti, Deborah J. Neff i Norma Gonzàlez van fer un estudi (enfocament qualitatiu per connectar llars i aules) entre l'educació i l'antropologia que estudia les pràctiques familiars i les aules dins la classe treballadora per desenvolupar innovacions en l'ensenyament que es basin en els coneixements i habilitats de les llars locals. Van formar un enfocament basat en la comprensió de les famílies de forma qualitativa que implicava comprendre aspectes del context socio-polític i econòmic de les llars; analitzar la història social, els seus orígens i desenvolupament, i l'historial laboral de les famílies, que revela els coneixements que tenen. També implica estudiar com els membres de la llar utilitzen els seus fons de coneixement per a fer front a circumstàncies socials i econòmiques. Es interessant com les famílies desenvolupen xarxes socials que les interconnecten amb els seus entorns socials i com aquestes relacions socials faciliten el desenvolupament i intercanvi de recursos, la inclusió d'habilitats de coneixement i la mà d'obra, que milloren les llars.
A més, a diferència de les llars i les seves xarxes socials, l'aula sembla estar aïllada del món social i dels recursos de la comunitat. Quan els fons de coneixement no estan fàcilment disponibles dins de les llars, les relacions amb individus fora de les llars s'activen per a satisfer les necessitats de la llar o individuals. A les aules, no obstant això, els mestres rares vegades utilitzen els recursos dels "fons de coneixement" del món del nen fora del context de la classe.
Un professor va utilitzar l'experiència d'estiu d'un nen a Mèxic per ensenyar a la classe sobre la fabricació de dolços. Aquest suggereix aplicar l'enfocament de fons de coneixement a classe de la següent manera: 
- Fer visites a la llar, tot i que a vegades no són possibles. També, intentar fer reunions diürnes i/o nocturnes per conèixer els pares.

- Convidar els pares/cuidadors a l'aula per mostrar els seus coneixements i talents, ja que ajuda a conèixer l'infant i la família.
- Compartir amb els pares els fons de coneixement fora de l'horari de treball. (Ex. projecte familiar)
- Ha d'estar obert a aquells estudiants que vulguin compartir els seus fons. S'ha de permetre que els nens comparteixin beneficis tan importants com crear confiança.
- Utilitzar el coneixement que s'ha recopilat per crear experiències culturalment rellevants per als alumnes. No heu de confiar en els visitants de la classe per fer-ho.
- Crear connexions dins l'aula.
- Utilitzar els coneixements de les famílies i que les comparteixin per connectar amb els seus fills.

L'objectiu general és que el professor aprengui de l'estudiant i la família, connectant-lo i utilitzant aquest coneixement per crear un entorn d'aprenentatge més autèntic per al nen i per la classe en general.

## Les Multi-metodologies Autobiogràfiques Esteses
Una de les crítiques que s'ha fet a l'enfocament dels FoK és l'ús d'una única metodologia, de base qualitativa i específicament etnogràfica basada en tècniques com l'entrevista en profunditat. Des de la metodologia qualitativa s'han proposat les multi-metodologies autobiogràfiques, però també s'ha defensat la inclusió de procediments quantitatius amb la condició de poder detectar els fons de coneixement i relacionar-los estadísticament.
La MAE és una aproximació qualitativa que combina diferents tècniques per estudiar la construcció narrativa de la identitat, fons de coneixement i formes de vida dels participants. Consta de quatre grups de tècniques: entrevistes en profunditat, el retrat o dibuix identitari revisat, l'anàlisi dels artefactes-rutines-formes de vida i la utilització de diferents "mapes psicològics o psicogeogràfics".
Bagnoli inicialment descriu la multi-metodologia autobiogràfica com un procés participatiu longitudinal que desenvolupa diferents procediments: dues entrevistes en profunditat obertes (una en iniciar el procés i l'altra en finalitzar-lo), un diari personal d'una setmana (els participants descriuen què és el més important que han fet en el dia, amb qui han estat i amb qui han estat pensant), un dibuix identitari (en resposta a la instrucció “podries intentar dibuixar qui penses que ets en aquest moment. Pots afegir les persones i coses que són importants per a tu en aquest moment”) i fotografies (els participants poden afegir alguna foto sobre ells mateixos). Més recentment, la mateixa autora ha il·lustrat la utilització d'altres estratègies visuals que permeten representar l'experiència vital dels participants: “mapa relacional” (es demana als participants que es representin en el mitjà d'un paper i que mostrin la gent important en les seves vides, indicant el grau d'importància a través de representar-la més a prop o més lluny de l'autor de la representació), “cronograma” (una representació dels successos vitals i canvis més significatius d'una persona a través d'una línia temporal que va del naixement a l'actualitat) i el ja esmentat “dibuix identitari”.
- La primera entrevista va tenir com a objectiu establir l'escriptura del diari en context, en familiaritzar als participants amb les àrees d'interès per a la recerca. En aquesta entrevista es recull la informació necessària del participant: se li demana que faci una autodescripció, que expliqui les experiències que ha viscut i les dificultats... i tot això ho escrivien al seu diari. Es pot utilitzar la tècnica de l'autoretrat per reflexionar i saber que és el que més importancia té per al participant. La tècnica d'autoretrat va consistir a presentar als participants amb paper i consells de feltre, demanar-los que mostrin qui eren en aquest moment de la vida i després agregar les persones i les coses que van esmentar i que considerava important en aquell moment. El diari servia perquè cada nen/a escribís el que li passava durant el dia.[20]
- La segona entrevista va ser guiada per tota la informació obtinguda a través del diari i d'altres tècniques. En aquesta, ja es feien preguntes de cara al futur, és a dir, com s'imaginaven que podria ser el seu fill, com era la seva generació... També se'ls va demanar que posessin una fotografia seva al diari.[20]
- Una altra estrategia amb l'objectiu de detectar els artefactes i els instruments culturals que utilitza una persona en els seu dia a dia, consisteix en omplir una taula amb tres columnes (artefacte, lloc, ús), en la qual els participants han de dir quins instruments culturals són importants en la seva vida diària, on els utilitzen i per a què.[22]
- Estudiar rutines és a través de recol·lectar fotografies realitzades pels mateixos entrevistats.[22]

Precisament, amb l'objectiu de documentar, analitzar i estudiar la identitat de les persones, els seus fons de coneixement i les seves rutines o formes de vida, sorgeix la multi-metodología autobiogràfica estesa (MAE). Seguint la filosofia de la MAE, es tracta d'una estratègia qualitativa que combina tècniques verbals i visuals amb l'objectiu d'oferir diferents vies d'expressió als participants i que s'ha desenvolupat en el marc d'una recerca que pretén millorar les relacions entre escola (docents) i família (pares i mares) en contextos multiculturals de Catalunya a partir de la detecció dels fons de coneixement per part dels docents.

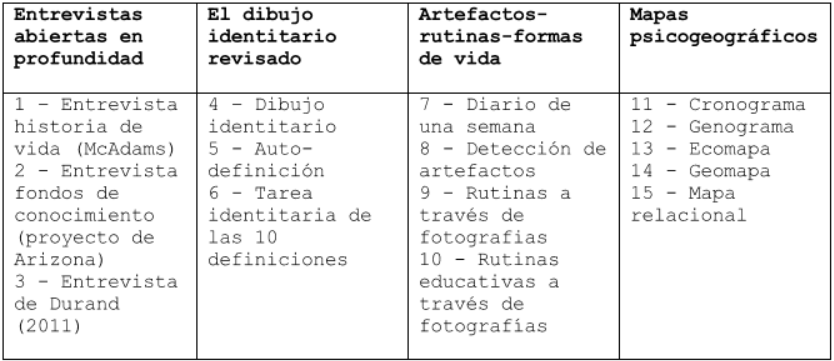
La Multi-metodología Autobiográfica Extendida (MAE). Una estrategia cualitativa para estudiar la identidad, los fondos de conocimiento y las formas de vida.

La MAE consta de quinze tècniques qualitatives que poden utilitzar-se en funció de la pregunta i objectiu de la recerca. Dit amb altres paraules, l'investigador pot utilitzar qualsevol combinació possible entre les diferents tècniques amb l'objectiu d'analitzar la identitat, els fons de coneixement i les formes de vida d'una determinada persona. Les tècniques, que a continuació descriuré, s'agrupen en quatre grups o dimensions: 
1. Les entrevistes en profunditat: concretament es poden triar entre tres models d'entrevistes.
2. El dibuix identitari revisat: que consta de tres tasques.
3. La detecció dels artefactes-rutines-formes de vida, a través de quatre estratègies.
4. Els “mapes psicogeográficos”, cinc possibles representacions que mostren els fets vitals més importants dels participants, així com les relacions que tenen amb el seu ambient: persones, objectes, contextos, institucions.[22]

## Fons d'identitat
Hi ha fons de coneixement que independentment del seu origen cultural tenen significat per a l'alumne però que, pel seu contingut marginal o pejoratiu, existeix la creença que no són un contingut vàlid per a dur-lo a terme en les pràctiques educatives escolars. Els fons d'identitat, per exemple, neixen amb l'objectiu de superar aquestes limitacions i fer extensible el concepte original cap a noves metes i horitzons. Des dels Fons d'Identitat (FoI), es reconeix que qualsevol pedagogia inclusiva ha de reafirmar de forma positiva les identitats dels estudiants, així com els seus aprenentatges i pràctiques socioculturals prèvies, descrites com a contextualització en el CREDE. La instrucció escolar ha de facilitar la connexió de les experiències de coneixement i aprenentatge dels alumnes amb el nou coneixement acadèmic i les experiències d'aprenentatge formal escolar. Els FoI, estan constituïts a través d'interaccions socials situades i basats en experiències de vida.
Esteban-Guitart & Moll entenen per Fons d'Identitat: “Los fondos de conocimientos se convierten en fondos de identidad cuando las personas utilizan dichos fondos para autodefinirse. En particular, entendemos por fondos de identidad los recursos, socialmente distribuidos, históricamente acumulados y culturalmente desarrollados esenciales en la auto-comprensión, auto-expresión y auto-definición. Dicho con otras palabras, la noción de fondos de identidad denota una serie de recursos o caja de signos e instrumentos”. D'alguna manera, els fons d'identitat possibiliten l'acte-definició i acte-conformació dels alumnes a partir dels seus propis mons socials, les seves trajectòries i experiències personals. I per a això, no sempre és necessari partir dels fons de coneixement que sorgeixen de les seves llars. Els fons d'identitat inclouen objectes, activitats, o persones que formen part de la nostra experiència significativa.
A partir de l'aproximació i la documentació dels nombrosos fons de coneixement que tenen els estudiants, les seves identitats es poden validar i incorporar a l'escola. La identitat és un instrument conceptual que permet la reflexió sobre els processos emocionals i congnitius d'un mateix autodefinint-se en el passat, en el present i en el futur. A través de les pràctiques socioculturals, els individus aprenen activitats i a més, aprenen a ser membres de les diverses comunitats de la societat a partir de l'experimentació d'ells mateixos.
El terme de fons d'identitat es basa en el fet que les persones tenen i acumulen experiències de la seva vida que els ajuden a definir-se a si mateixos. S'aprèn a través de vincles i processos que es troben entre les activitats socials formals i informals. A través de le pràctiques culturals i les experiències viscudes basades en els processos de la vida quotidiana i les activitats diàries, els individus interioritzen, utilitzen i creen aquests fons d'identitat. L'experiència viscuda és una via cap a la subjectivitat que ajuda a la integració dels fenòmens d'identitat dins les activitats socials, històriques i culturals, és a dir, ajuda a tenir en compte l'experiència psicològica.
Els fons d'identitat no només són eines que es poden utilitzar per identificar fons de coneixement sinó que també són recursos mòbils que s'utilitzen amb objectius pedagògics per facilitar les connexions entre els contextos d'aprenentatge i les experiències de les persones. Les escoles són un context on els fons d'identitat poden relacionar-se amb pràctiques i activitats educatives.

### Com detectar els fons d'identitat?
La identitat es distribueix en cinc grans àmbits:
1. Fons d'identitat geogràfics: per exemple, el Gran Canó com a símbol de l'estat d'Arizona als Estats Units d'Amèrica.
2. Fons d'identitat pràctics: qualsevol activitat significativa com el treball, els esports o la música.
3. Fons d'identitat culturals: per exemple, oficines nacionals o categoria social com introversió/extroversió, edat, gènere o grup ètnic)
4. Fons d'identitat socials: altres significatius, com ara familiars, amics o companys de feina.
5. Fons d'identitat institucionals: qualsevol institució social, com la família, el matrimoni o l'església catòlica.

D'aquesta manera, els fons d'identitat es constitueixen com a caixa d'eines que pot ser usada pels aprenents per a autodefinir-se, així com recurs mòbil amb propòsits pedagògics que faciliti vincles entre els contextos d'aprenentatge i les experiències individuals. L'aprenentatge, d'aquesta manera, no solament és un procés mediat de creació de coneixement, sinó que també és un procés de creació d'identitats.
A Catalunya, les aplicacions i desenvolupaments inspirats en els Fons de Coneixement i Identitat han estat liderats per Esteban-Guitart: Alguns exemples són el Projecte “Girona”, el projecte “Camins” i l'estudi amb una familia d'origen marroquí que veurem més endavant.
Els professors visiten llars, exploren l'entorn i realitzen entrevistes per detectar l'estructura familiar, la història del treball, les activitats de la llar, actituds de la família, diners, religió, educació i identitat ètnica. Tradicionalment, la investigació en aquest camp ha utilitzat tècniques d'etnografia per detectar fons de coneixement: 
- L'autoretrat consisteix en un dibuix que el participant fa d'ell mateix. El docent li demana que en un tros de paper mostri aquell moment de la seva vida en el qual es troba i que si vol, afegeixi les persones i les coses més importants per ell en aquell moment. Un cop dibuixat, li demana al participant que ho expliqui. L'autoretrat ens proporciona informació sobre els fons d'identitat dels participants: la comunitat, la família o la geografia local (naturalesa) són fonts de fons de coneixement que es converteixen en fons d'identitat quan els participants els apropien i els utilitzen per definir-se. De fet, aquestes fonts d'autoestima o fons d'identitat són signes a través dels quals els éssers humans es constitueixen. Aquesta tècnica es pot utilitzar a totes les franges d'edat i s'ha administrat amb èxit a nens i adolescents fins a persones d'edat avançada.
- El cercle significatiu consisteix en demanar als participants de l'estudi que resumeixin, dins un cercle, els seus objectes, activitats, persones més importants, institucions i aficions. Els més propers al mig de la imatge són els més importants per al tema. La idea és obtenir un ‘retrat’ executat per la persona mateixa, que conté les persones, objectes i activitats més importants de la seva vida. Com en la tècnica de l'autoretrat, l'investigador fa preguntes i el participant explica què ha dibuixat.

El propòsit de les dues tècniques és generar informació sobre les experiències viscudes en relació amb la identitat del participant per tal de recollir els seus fons d'identitat. Això pot complementar un estudi etnogràfic utilitzant altres procediments, com ara entrevistes en profunditat. Evidentment, els investigadors poden utilitzar altres tècniques per obtenir més detalls dels participants sobre la seva identitat. Tanmateix, aquestes dues estratègies són maneres fàcils de detectar i expressar informació rellevant sobre la identitat des de la perspectiva dels participants.

## Estudis de famílies immigrants i de minoríes ètniques
Els autors Moisès Esteban-Guitart, Judith Oller i Ignasi Vila van fer un estudi d'un cas amb una família d'origen marroquí en el qual vinculaven l'escola, la família i la comunitat a través dels fons de coneixement i d'identitat. L'objectiu de l'estudi era descriure els fons de coneixement i identitat d'una alumna i família d'origen marroquí que vivien a Catalunya, Espanya, així com documentar com els docents poden detectar els "fons de coneixement" de les famílies i els "fons d'identitat" de l'alumnat per establir fils de connexió entre la vida dels estudiants i la instrucció escolar. Un dels objectius principals d'aquest estudi era demostrar i anotar el canvi en les idees i creences que els docents tenien vers les famílies immigrants, és a dir, detectar els fons de coneixement i identitat de la família analitzada utilitzant la multi-metodologia autobiogràfica estesa (MMAE) inspirada en Bagnoli.

### Introducció
En aquesta experiència es pretenia vincular a la família i l'escola mitjançant el reconeixement de la llengua materna (l'àrab), un fons de coneixement familiar com la cuina, la religió o la construcció. A més, es buscava complementar aquest reconeixement incidint en els fons d'identitat de la nena, és a dir, aquells recursos de benestar i interessos imprescindibles per a ella. D'aquesta manera, es va identificar el dibuix com a activitat significativa per a la nena, així com la importància de la seva germana major a l'hora de participar en activitats conjuntes amb ella. Aquests fons van permetre dissenyar unitats didàctiques incorporant un diccionari trilingüe (català-castellà-àrab) en les classes de llengua o incidint en la incorporació del dibuix com a tècnica en les classes de coneixement del mitjà. Així, els fons de coneixement i identitat es van convertir en eines i recursos educatius en incorporar-se i aprofitar-se per a la pràctica escolar.
Un dels capítols de Vélez-Ibáñez i Greenberg (2005) parla sobre la importància de la investigació dels fons pedagògics de la vida dels estudiants de posicions socials estructurals que no són d'elit. El títol de "Formació i Transformació de Fons de coneixement" significa una activitat de transformació del coneixement entre les relacions familiars mexicà-americanes que inclouen les fronteres dels Estats Units Mexicans. Amb relació a les habilitats laborals i històriques, els autors observen modalitats de procés de transacció pedagògica del coneixement com per exemple, que els nens mexicà-americans són exposats a múltiples dominis en els que s'utilitzen fons de coneixement i amb ells experimenten cada un d'aquests.
Durant els últims anys, ha crescut molt la població escolar d'origen estranger, quasi la mateixa quantitat de la mitjana espanyola. Aquests alumnes acostumen a tenir pitjors resultats acadèmics que no pas els alumnes natius del propi país. Sempre s'han explicat aquestes diferències amb les dificultats que tenen, com per exemple amb la llengua. Hi ha avaluacions que demostren que els resultats dels nens d'origen africà són molt pitjors que els de l'alumnat català. Tot i així, els resultats depenen de l'adaptació a l'escola, la presència social i la competència lingüística formal i informal. Es pot veure que una de les raons que explica el rendiment acadèmic és el domini de la llengua i el seu ús.

### El programa Fons de Coneixement (Funds of Knowledge)
Totes les persones posseeixen recursos educatius acumulats en la seva història social, laboral i familiar. Vélez-Ibáñez va treballar sobre la vida basada en la confiança mútua, el que ell anomena com "mutual trust" que depèn de les relacions i els vincles socials i a més pot estar lligada amb els conflictes ocasionats per la migració.
El projecte Tucson consistia a estudiar els sistemes d'intercanvi de la comunitat d'origen mexicà de Tucson a partir d'entrevistes etnogràfiques. En la dècada dels 90 es va realitzar el projecte de Fons de coneixement que estava format per un estudi etnogràfic de les famílies per tal d'investigar la història familiar, en concret la laboral, dels alumnes de parla hispana. Els resultats és el que s'anomena fons de coneixements culturals i històrics acumulats pel funcionament i benestar familiar o individual. Aquests, estan basats en habilitats, informacions i coneixements que tenen les famílies com a resultat de les seves experiències i intercanvis en les xarxes socials.
Sorgeix un problema que són les diferents cultures que hi ha a les escoles. L'objectiu és aproximar la cultura escolar a la família a través de la formació dels mestres en tècniques antropològiques. Els fons de la família no sempre es transformen en fons de sentit pels alumnes a l'hora de buscar significats i, per tant, no és segur que siguin recursos educatius. Més endavant, s'afegeix un concepte que són els fons d'identitat, els quals s'utilitzen per donar més importància als recursos històrics, culturals i socials de les persones, a més es poden utilitzar pedagògicament per realitzar activitats a l'escola.
El programa educatiu desenvolupat a partir dels fons de coneixement i posat en pràctica, ha demostrat eficàcia en el rendiment acadèmic dels estudiants immigrants, la innovació educativa mitjançant la creació d'unitats didàctiques i la millora de les relacions familiar a partir de les relacions basades en la confiança, més enllà dels estereotips i prejudicis que existeixen entres mestres i famílies d'origen estranger.
Per què els fons de coneixement de les comunitats tinguin sentit, és necessari que es basin en estudis d'investigació detallats on els infants i les famílies procedents de minories ètniques participin en igualtat. Vincent, C. (1995) explora les qüestions relacionades amb la participació de les famílies d'aquestes minories en l'educació i planteja reptes a les escoles i les famílies per evitar la trampa de veure a les comunitats com fixes o estàtiques. Afirma que els fons de coneixement poden derivar-se d'una varietat de fonts per una exploració amb detall de l'aprenentatge que pot tenir lloc quan els nens s'involucren amb la cultura popular i per tant, el repte per les escoles és ser conscient de quins fons de coneixement podrien tractar d'aprofitar per a recolzar l'aprenentatge dels nens procedents de minories ètniques.
Per realitzar l'avaluació de les creences que tenien els mestres amb relació a les famílies immigrants abans i després de participar en el programa, es van dissenyar tres feines. En primer lloc es va preguntar sobre el pensament que tenien al sentir "familia immigrant" i els mestres donaven 5 respostes abans i després de participar. També omplien un qüestionari de quatre preguntes obertes. I finalment, es van fer 30 entrevistes sobre els canvis positius i negatius que havien experimentat a conseqüència de la participació en el programa.

#### Participants i procediment
L'estudi dut a terme es va realitzar a un equip docent de P5 d'un col·legi públic de Salt (Girona, Catalunya), amb un percentatge d'immigració a Infantil d'un 52% i van triar una família procedent del Marroc. Abans, els docents es van familiaritzar i van provar les diferents tècniques metodològiques. A més, prèviament a les entrevistes, es van llegir i discutir diferents experiències dels Estats Units d'Amèrica relacionades amb el programa "Fons de Coneixement".
Un cop familiaritzats i apreses les diferents estratègies de la MMAE, l'equip docent format per tres mestres va realitzar el primer contacte a l'escola, la mestra va visitar la família a la seva llar i va aplicar les diferents tècniques amb l'objectiu de detectar els seus fons de coneixement i d'identitat de l'alumna. Van anar a poc a poc i en la primera sessió es van realitzar les quatre tècniques de la MMAE. Un cop obtinguda tota la informació, l'equip docent i de recerca es va reunir per analitzar el material.
La família, que procedeix de Tànger (ciutat del nord del Marroc), l'any 2011 feia 12 anys que vivia a Catalunya. El pare de la família estava a l'atur al moment de fer les visites i la mare treballava com a assistent en una llar, ajudant en les tasques a una persona d'edat avançada. A casa vivien el pare, la mare i els seus quatre fills: tres nens, que assisteixen a l'escola de Salt, i un nen, encara no escolaritzat.
L'equip docent va escollir cinc tècniques disponibles segons la MMAE:
- L'entrevista en profunditat.
- El dibuix identitari.
- Les rutines educatives familiars a través de les fotografies.
- El genograma familiar.
- El “cercle significatiu”.

### Conclusió
En aquest sentit, els fons de coneixement i identitat no són limitacions, impediments o aspectes innecessaris en qualsevol activitat educativa, sinó que són els recursos que una persona disposa i que configuren la seva manera de veure i interpretar el món. Per tant, els fons d'identitat que els alumnes porten a l'escola són rellevants, des del punt de vista educatiu, ja que el seu reconeixement permet dues coses. En primer lloc, crear les condicions psicològiques i emocionals òptimes per a facilitar la motivació i implicació de l'alumne en la tasca escolar. En segon lloc, afavorir processos de contextualització i aprenentatge significatiu. En el cas de l'exemple descrit en aquest treball, sabem que una manera de vincular a la família és a partir dels seus coneixements i interessos en la seva llengua materna (l'àrab), la cuina, la construcció o la religió. A més, la nena entrevistada ens ofereix pistes d'activitats que per a ella són plenament satisfactòries, dibuixar, així com suports i recursos socials que disposa, la seva germana major. En aquest sentit, pot dissenyar-se una unitat didàctica de religió incorporant l'experiència del pare, una de llengua a partir d'un diccionari trilingüe àrab-català-espanyol o de coneixement del mitjà a través del dibuix. Es tracta, en definitiva, de reconèixer i validar els marcs de sentit i referència dels alumnes i les seves famílies per a, a partir d'aquí, estendre, sostenir i vincular els continguts i aprenentatges escolars.